# لیلی پار

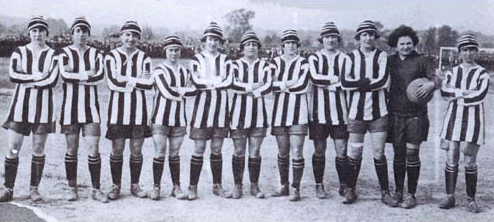
لیلی پار در زمین

لیلی پار (انگلیسی: Lily Parr; ۲۶ آوریل ۱۹۰۵ – ۲۲ مهٔ ۱۹۷۸) بازیکن فوتبال اهل بریتانیا بود.
از باشگاه‌هایی که در آن بازی کرده‌است می‌توان به باشگاه فوتبال زنان دیک کر اشاره کرد.